# Aittosaari (ö i Norra Savolax, Varkaus, lat 62,29, long 28,31)
Aittosaari är en ö i Finland. Den ligger i sjön Haukivesi och i kommunen Varkaus i den ekonomiska regionen  Varkaus ekonomiska region  och landskapet Norra Savolax, i den sydöstra delen av landet, 290 km nordost om huvudstaden Helsingfors. Öns area är 8,6 hektar och dess största längd är 480 meter i öst-västlig riktning.